# Georges Barat-Levraux
Pour les articles homonymes, voir Barat.
Georges Barat-Levraux, né à Blois le 27 mai 1878 et mort le 22 avril 1964 à Montrouge, est un peintre français.

## Biographie
Élève de Jean-Paul Laurens et de Léon Bonnat puis de l'Académie Julian, il expose en 1926 à l'Exposition rétrospective des Indépendants plusieurs toiles dont les remarquées : Ma Première toile, Intérieur, Chemin à Cassis, Nus au miroir et Nature morte au homard. 
Il participe à plusieurs reprises au Salon d'automne et à la Société nationale des beaux-arts. 
Il est inhumé au cimetière du Père-Lachaise.

## Œuvres
- La Maison dans les arbres
- Le Perron
- Vase d'anémones
- Paysages
- A l'ombre
- Nu couché
- Le pêcheur